# Sempre Crescendo

Concert van Sempre Crescendo in de Stadsgehoorzaal Leiden

Studenten Muziekgezelschap "Sempre Crescendo" is een Leids studentenorkest en -koor en tevens een subvereniging van de LSV Minerva. Het is daarnaast een van de oudste (studenten)muziekgezelschappen van Nederland. Sinds de oprichting op 8 december 1831 hebben veel bekende componisten en solisten meegespeeld met dit gezelschap, waaronder Yehudi Menuhin bij het 150-jarig bestaan in 1981, Pablo Casals, Franz Liszt en Theo Olof. Inmiddels bestaat het gezelschap uit meer dan 150 leden, en een symfonieorkest, een grootkoor, een madrigaalkoor en een bigband. Sempre Crescendo staat, hoewel het een subvereniging van LSV 'Minerva' is, open voor alle studenten geïnteresseerd in het maken van muziek.

## Geschiedenis
In het voorjaar van 1828 richtte Pieter Schill met enkele vrienden te Den Haag een klein muziekgezelschap op dat van het lid Karel Stakman Bosse de naam "Sempre Crescendo" meekreeg. Op 3 mei 1829 werd het eenjarig bestaan gevierd ten huize van het lid Mathij Faber van Riemsdijk. Tijdens die avond kondigde Schill aan dat de dagen van het muziekgezelschap geteld waren, aangezien een aantal leden aan de vooravond stond van hun Leidse studentenbestaan. Omdat de meeste andere leden zich het jaar daarop (1830) ook naar het Leidse zouden begeven, werd het plan geopperd om het gezelschap aldaar voort te zetten. Wegens de Tiendaagse Veldtocht werd de oprichting uitgesteld, omdat een deel van de Sempre-leden dienstdeed als vrijwillig jager in het leger.
Op 8 december 1831 werd het studentenmuziekgezelschap "Sempre Crescendo" te Leiden officieel opgericht. Statuut en een bestuur bestonden al, zodat, na vaststelling van het een en ander, de muziek na een uur vergaderen om half zeven een aanvang kon nemen. De eerste directie werd opgedragen aan de heer Nicolaas Joseph Wetrens, kort daarna opgevolgd door zijn oudere broer Adrianus Jacobus Wetrens (solist Nederlandse première vioolconcert Brahms), die tot zijn dood betrokken is gebleven bij het gezelschap.

## Verenigingslied
Het verenigingslied van Sempre Crescendo is het universiteitslied Gaudeamus igitur, waarbij de laatste regel "nos habebit humus" wordt vervangen door "Sempre sit in flore".

## Immortelle XXV (Piet Paaltjens)
Hoor ik op Sempre een waldhoorn,

Of ook wel een Turkse trom,

Dan moet ik zo bitter wenen;

En -- ik weet zelf niet waarom.

Vraagt een der werkende leden:

'Hoe kan een Turkse trom

Of een waldhoorn u zo roeren?' --

Dan weet ik zelf niet waarom.

Is 't wijl in beetre dagen

Een vriend de Turkse trom

Niet onverdienstlijk bespeelde? --

Ach, ik weet zelf niet waarom.

## Lijst van (oud-)dirigenten
Orkest:
- David de Goede (2023-heden)
- Guido Marchena (2010-2023)
- Diederik Saeijs
- Marco C. De Bruin
- Bart van de Goorbergh (2004-2006)
- Jussi Jaatinen (2001-2004)
- Bastiaan Blomhert (1974-1989)
- Peter Scholcz (1972-1973)
- H. Briër (1966)
- L. Driehuys (1965)
- A. Presser (1964, 1967-1971)
- D. Blokbergen (1960-1963)
- P.A. Greve (1958)
- E. Poslawsky (1957, 1959, 1960)
- Jaap Stotijn (1945-1956)
- Th. van der Pas (1940)
- Coenraad Lodewijk Walther Boer (1931-1939)
- Frits Koeberg (1904-1931)
- Gottfried Mann (1887-1904)
- S.C. Boers (1882-1887)
- Adrianus Jacobus Wetrens (1857-1881)
- Nicolaas Joseph Wetrens (1831-1857)

Koor:
- Albert Jan de Boer (2019 - heden)
- Luiza Dedisin (2017-2019)
- Tristan Knelange (2010-2016)
- Wouter Verhage (2007-2010)
- Patrick Pranger (2005-2006)
- Anneke Veenhof (1998-2004)

## Lijst van bekende leden en solisten
- Yehudi Menuhin
- Franz Liszt
- Pablo Casals
- Theo Olof
- Theo Himpe
- Wibi Soerjadi
- Janine Jansen
- Francis van Broekhuizen
- Miranda van Kralingen tijdens het ICKO in 2002
- Mart Hoogkamer
- Jochem Myjer
- Shirma Rouse
- Douwe Bob

Studentenmuziekverenigingen